# 영등할망
영등할망은 제주 신화에 나오는 바람과 바다의 여신이다. 전설에 따르면 영등할망은 동쪽에 살지만 1년에 한 번 섬을 방문하여 섬 주민들이 먹고 사는 생선, 조개 등 바다의 음식을 뿌리고 제사를 지냈다고 한다. 그녀는 관대하다.